# 潘皮略薩迪塞拉
40°3′N 7°57′W / 40.050°N 7.950°W
潘皮略薩迪塞拉（葡萄牙語：Pampilhosa da Serra），是葡萄牙的城鎮，位於該國中部，由科英布拉區負責管轄，始建於1308年，面積396.46平方公里，2011年人口4,481，人口密度每平方公里11.3人。